# Tommaso De Cristoforis
Tommaso De Cristoforis (Casale Monferrato, 6 giugno 1841 – Dogali, 26 gennaio 1887) è stato un militare italiano, insignito della Medaglia d'oro al valor militare alla memoria per il coraggio dimostrato durante il combattimento di Dogali.

## Biografia
Nacque a Casale Monferrato il 6 giugno 1841, figlio dell'avvocato Paolo, di nobile famiglia lombarda, e di Antonia Manara, appartenente a famiglia di illustri giureconsulti piemontesi. Dopo aver compiuto gli studi presso il liceo della sua città natale entrò nella Regia Accademia Militare di Torino, da dove ne uscì nel giugno 1859, assegnato con il grado di sottotenente al 12º Reggimento fanteria della Brigata "Casale". Il 26 ottobre dell'anno seguente partecipò ad uno scontro contro i borbonici presso San Giuliano guadagnandosi la Medaglia d'argento al valor militare. Partecipò all'assedio di Gaeta come Aiutante di campo del generale Efisio Cugia. Nel 1866 partecipò alla terza guerra dì indipendenza come ufficiale di Stato maggiore del generale Enrico Cialdini, e successivamente, trasferito alla Divisione di Palermo, al soffocamento della rivolta scoppiata in città.
Trasferito nel 56º Reggimento di stanza a Torino, la sua carriera militare si svolse nella città, raggiungendo l'8 novembre 1880 il grado di maggiore e, il 20 maggio di sei anni dopo, quello di tenente colonnello nel 93º Reggimento di fanteria. Il 12 settembre 1886 assunse il comando del III Battaglione fanteria d'Africa del Corpo speciale d'Africa a Massaua, in Eritrea.

### La battaglia di Dogali
I rapporti italo-abissini era divenuti via via sempre più tesi a partire dal 12 aprile 1886, quando vi era stato il massacro della missione esplorativa guidata dal conte Gian Pietro Porro nei pressi di Gildessa sulla strada da Zeila ad Harrar.
Le truppe italiane, allora al comando del generale Carlo Genè, occuparono nel novembre 1886 alcune postazioni, tra cui Saati, a circa 30 chilometri da Massaua e poi Ua-à. Il 10 gennaio 1887 il ras Alula mosse con circa 10.000 uomini verso Saati, intimando al generale Genè di abbandonare le posizioni appena conquistate. La risposta di Genè fu negativa, ed egli iniziò inoltre a rinforzare le posizioni italiane di Saati e Uaà con l'invio di una colonna di riserva formata da circa 700 uomini, al comando di De Cristoforis.  Il 25 gennaio gli abissini, che avevano nel frattempo lasciato Ghinda, attaccarono gli italiani comandati dal maggiore Boretti, i quali resistettero con successo, ma rimasero a corto di munizioni e viveri chiedendo quindi l'invio di soccorsi.
Organizzata dal comando italiano la spedizione, De Cristoforis riuscì a partire dalla vicina Moncullo alle 4 di mattina del 26 gennaio raccogliendo 548 soldati da diverse compagnie e due mitragliatrici. Giunti nella località di Dogali dopo quattro ore di marcia, la colonna italiana fu intercettata dagli etiopi ed attaccata. De Cristoforis, sebbene in grave inferiorità numerica, non rifiutò lo scontro; disposti gli uomini su due colline unite da un leggero avvallamento, in formazione a semicerchio lunga circa 500 metri, accettò il combattimento. Nel corso del durissimo e lungo scontro, che causò forti perdite tra gli abissini inviò a Moncullo due staffette, la prima a piedi e la seconda, quando però la situazione era già compromessa, a cavallo, per chiedere sostegno.
A causa delle forti perdite ras Alula ordinò ai propri uomini di tentare di aggirare le posizioni italiane; la manovra determinò la decisione di De Cristoforis di tentare di ripiegare ordinatamente su Moncullo. Gli abissini riuscirono ad aggirare le posizioni italiane, le quali, con le mitragliatrici inceppate e praticamente terminate le munizioni, furono ridotte a combattere all'arma bianca. L'assalto finale lanciato da ras Alula, forte della netta superiorità numerica, portò gli italiani a combattere alla baionetta; quando fu evidente l'esito finale De Cristoforis ordinò ai superstiti di presentare le armi in onore dei caduti, venendo ucciso poco dopo nel corso di un combattimento all'arma bianca colpito dalle lance avversarie.
La colonna di soccorso, guidata dal capitano Tarturro, arrivò nel tardo pomeriggio e raccolti in fretta i feriti superstiti, rientrò a Moncullo. Le perdite italiane accertate furono di 23 ufficiali e 423 tra soldati e basci-buzuk caduti, mentre quelle abissine furono di oltre mille morti e numerosi feriti, tra cui poi si registrarono ulteriori decessi.

### Omaggi
Alla memoria di De Cristoforis sono dedicate una piazza a Roma e diverse vie in tutta l'Italia, in particolare a Torino, a Genova (una piazza nella delegazione di Prà) e nella natia Casale Monferrato dove gli fu intitolata anche la caserma attuale sede del Commissariato di P.S. Ai caduti di Dogali, tutti decorati con la Medaglia d'argento al valor militare, fu intitolata una piazza di Roma, Piazza dei Cinquecento.

### Periodici
- Zazzaro V., I 500 di Dogali, in Eserciti nella Storia, n. 30, Parma, Delta Editrice s.n.c., luglio-agosto 2005,  pp. 57-61.